# TEAN International
Il TEAN International è stato un torneo professionistico di tennis giocato sulla terra rossa, che faceva parte dell'ATP Challenger Tour e dell'ITF Women's Circuit. Si giocava annualmente all'Alphense Tennis Club TEAN di Alphen aan den Rijn nei Paesi Bassi dal 1996.

## Storia
Dal 1996 al 1999 si era tenuto un torneo maschile a carattere nazionale, e nel 2000 l'evento è entrato a far parte dell'ITF Men's Circuit. L'anno successivo è stato aggiunto per la prima volta il torneo femminile, nell'ambito dell'ITF Women's Circuit. Nel 2007 il torneo maschile è stato inserito nel circuito Challenger, con il montepremi che è notevolmente aumentato, mentre quello femminile ha continuato a essere un evento ITF. Nel 2016 si è tenuta l'ultima edizione del torneo femminile e l'anno dopo ha avuto luogo l'ultima edizione maschile.

## Albo d'oro

### Singolare maschile
| Anno                                             | Campione               | Finalista               | Punteggio           |
| ------------------------------------------------ | ---------------------- | ----------------------- | ------------------- |
| 2017                                             | Jürgen Zopp            | Tommy Robredo           | 6–3, 6–2            |
| 2016                                             | Jan-Lennard Struff     | Robin Haase             | 6–4, 6–1            |
| 2015                                             | Damir Džumhur          | Igor Sijsling           | 6–1, 2–6, 6–1       |
| 2014                                             | Jesse Huta Galung (4)  | Daniel Muñoz de la Nava | 6–3, 6–4            |
| 2013                                             | Daniel Gimeno Traver   | Thomas Schoorel         | 6–2, 6–4            |
| 2012                                             | Thiemo de Bakker       | Simon Greul             | 6–4, 6–2            |
| 2011                                             | Igor Sijsling          | Jan-Lennard Struff      | 7–6(2), 6–3         |
| 2010                                             | Jesse Huta Galung (3)  | Thomas Schoorel         | 6(4)–7, 6–4, 6–4    |
| 2009                                             | Stéphane Robert        | Michael Russell         | 7–6(2), 5–7, 7–6(5) |
| 2008                                             | Simon Greul            | Iván Navarro            | 6–4, 6–3            |
| 2007                                             | Jesse Huta Galung (2)  | Augustin Gensse         | 6–4, 6(9)–7, 7–6(4) |
| Circuito Challenger (2007-2017)                  |                        |                         |                     |
| 2006                                             | Gero Kretschmer        | Nick van der Meer       | 7–5, 5–7, 6–2       |
| 2005                                             | Jesse Huta Galung (1)  | Max Raditschnigg        | 7–6(2), 7–6(4)      |
| 2004                                             | Andreas Beck           | Stefan Wauters          | 7–6(1), 6–2         |
| 2003                                             | Denis Gremelmayr       | Robert Lindstedt        | 6–3, 3–6, 6–3       |
| 2002                                             | Óscar Hernández        | Florent Serra           | 6–4, 6–3            |
| 2001                                             | Jan Weinzierl          | Jun Kato                | 6–3, 6–4            |
| 2000                                             | Dennis van Scheppingen | Marc Merry              | 6–3, 6–1            |
| ITF Men's Circuit (2000-2006)                    |                        |                         |                     |
| 1999                                             | Martijn Belgraver      | Yannik Reuter           | 7–6, 6–1            |
| 1998                                             | Martijn Bok            | Eddy Bank               | 7–6(8), 6–4         |
| 1997                                             | Yannik Reuter          | Huib Troost             | 6–4, 6–2            |
| 1996                                             | Wouter Standaart       | Mark Paul Burgersdijk   | 6–2, 5–7, 6–4       |
| Circuito nazionale olandese maschile (1996-1999) |                        |                         |                     |

### Doppio maschile
| Anno                                             | Campioni                                  | Finalisti                               | Punteggio           |
| ------------------------------------------------ | ----------------------------------------- | --------------------------------------- | ------------------- |
| 2017                                             | Botic van de Zandschulp Boy Westerhof (3) | Alexandar Lazov Volodymyr Uzhylovskyi   | 7–6(6), 7–5         |
| 2016                                             | Daniel Masur Jan-Lennard Struff (2)       | Robin Haase Boy Westerhof               | 6–4, 6–1            |
| 2015                                             | Tobias Kamke Jan-Lennard Struff (1)       | Victor Hănescu Adrian Ungur             | 7–6(1), 4–6, [10–7] |
| 2014                                             | Antal van der Duim (3) Boy Westerhof (2)  | Rubén Ramírez Hidalgo Matteo Viola      | 6–1, 6–3            |
| 2013                                             | Antal van der Duim (2) Boy Westerhof (1)  | Simon Greul Wesley Koolhof              | 4–6, 6–3, [12–10]   |
| 2012                                             | Rameez Junaid (2) Simon Stadler           | Simon Greul Bastian Knittel             | 4–6, 6–1, [10–5]    |
| 2011                                             | Thiemo de Bakker Antal van der Duim (1)   | Matwé Middelkoop Igor Sijsling          | 6–4, 6(4)–7, [10–6] |
| 2010                                             | Farruch Dustov Bertram Steinberger        | Roy Bruggeling Bas van der Valk         | 6–4, 6–1            |
| 2009                                             | Jonathan Marray Jamie Murray              | Serhij Bubka Serhij Stachovs'kyj        | 6–1, 6–4            |
| 2008                                             | Rameez Junaid (1) Philipp Marx            | Bart Beks Matwé Middelkoop              | 6–3, 6–2            |
| 2007                                             | Leonardo Azzaro Lovro Zovko               | Jérémy Chardy Predrag Rusevski          | 6–3, 6–3            |
| Circuito Challenger (2007-2017)                  |                                           |                                         |                     |
| 2006                                             | Daniel Köllerer Petar Popović             | Michel Koning Nick van der Meer         | 6–2, 6–3            |
| 2005                                             | Diego Álvarez Mait Künnap                 | Alessandro Motti Jasper Smit            | 4–6, 6–4, 6–2       |
| 2004                                             | Francisco Costa Jeroen Masson             | Dustin Brown Eric Kuijlen               | 6–1, 7–6(3)         |
| 2003                                             | Robert Lindstedt Lars Übel                | Jhonnatan Medina-Alvarez Nicolás Todero | walkover            |
| 2002                                             | Óscar Hernández Gustavo Marcaccio         | Melvyn Op Der Heijde Melle Van Gemerden | 6–2, 6–3            |
| 2001                                             | Ronald od Heijde Jan Weinzierl            | Emin Ağayev James Blake                 | 6–3, 6–4            |
| 2000                                             | Dennis van Scheppingen Marc Merry         | Leonardo Olguín Marcelo Wowk            | 6–4, 7–5            |
| ITF Men's Circuit (2000-2006)                    |                                           |                                         |                     |
| 1999                                             | Erik Brummer Melvyn Op Der Heijde (2)     | Mark Paul Burgersdijk Yannick Reuter    | 6–4, 6–3            |
| 1998                                             | Martin Verkerk Melvyn Op Der Heijde (1)   | Robin Verbeet Mark Paul Burgersdijk     | 2–6, 6–4, 6–4       |
| 1997                                             | Schol Huib Troost                         | Robin Verbeet Mark Paul Burgersdijk     | 7–6, 7–5            |
| 1996                                             | Bart Beks Christoffel Van Hees            | Mark Paul Burgersdijk Wouter Standaart  | 6–3, 4–6, 6–4       |
| Circuito nazionale olandese maschile (1996-1999) |                                           |                                         |                     |

### Singolare femminile
| Anno                            | Campionessa          | Finalista          | Punteggio        |
| ------------------------------- | -------------------- | ------------------ | ---------------- |
| 2016                            | Chayenne Ewijk       | Suzan Lamens       | 7–5, 7–5         |
| 2015                            | Marie Benoît         | Tena Lukas         | 5–7, 6–3, 6–4    |
| 2014                            | Denisa Allertová     | Teliana Pereira    | 6–3, rit.        |
| 2013                            | Arantxa Rus (2)      | Carina Witthöft    | 6–2, 2–6, 6–2    |
| 2012                            | Sandra Záhlavová     | Lesley Kerkhove    | 7–5, 7–6(5)      |
| 2011                            | Stephanie Vogt       | Katarzyna Piter    | 6–2, 6–4         |
| 2010                            | Julia Schruff        | Irena Pavlovic     | 6–0, 6–3         |
| 2009                            | Iryna Kuryanovich    | Johanna Larsson    | 6–3, 6–3         |
| 2008                            | Stephanie Gehrlein   | Florencia Molinero | 7–6(3), 6–0      |
| 2007                            | Arantxa Rus (1)      | Renée Reinhard     | 4–6, 7–5, 7–6(2) |
| 2006                            | Marina Erakovic      | Andrea Petkovic    | 4–6, 6–2, 7–5    |
| 2005                            | Andrea Petkovic      | Eva Pera           | 7–5, 7–5         |
| 2004                            | Tessy van de Ven (2) | Gaëlle Widmer      | 6–3, 6–3         |
| 2003                            | Tessy van de Ven (1) | Sandra Martinović  | 6–3, 7–5         |
| 2002                            | Leslie Butkiewicz    | Dimana Krastevitch | 6–3, 6–3         |
| 2001                            | Anouk Sterk          | Camilla Kremer     | 6–3, 7–6(5)      |
| ITF Women's Circuit (2001-2016) |                      |                    |                  |

### Doppio femminile
| Anno                            | Campionesse                                | Finaliste                                | Punteggio           |
| ------------------------------- | ------------------------------------------ | ---------------------------------------- | ------------------- |
| 2016                            | Nina Kruijer Suzan Lamens                  | Chayenne Ewijk Rosalie van der Hoek      | 6–0, 3–6, [10–5]    |
| 2015                            | Quirine Lemoine Eva Wacanno (2)            | Lesley Kerkhove Arantxa Rus              | 3–6, 6–4, [10–7]    |
| 2014                            | Rebecca Peterson Eva Wacanno (1)           | Richèl Hogenkamp Lesley Kerkhove         | 6–4, 6–4            |
| 2013                            | Cindy Burger Daniela Seguel                | Demi Schuurs Eva Wacanno                 | 6–4, 6–1            |
| 2012                            | Diana Buzean Daniëlle Harmsen (4)          | Corinna Dentoni Justine Ozga             | 6–2, 6–0            |
| 2011                            | Diana Enache Daniëlle Harmsen (3)          | Katarzyna Piter Barbara Sobaszkiewicz    | 6–2, 6(4)–7, [11–9] |
| 2010                            | Daniëlle Harmsen (2) Bibiane Schoofs       | Ksenia Lykina Irena Pavlovic             | 6–3, 6–2            |
| 2009                            | Ljudmyla Kičenok Nadiya Kichenok           | Chayenne Ewijk Marlot Meddens            | 6–2, 4–6, [10–8]    |
| 2008                            | Florencia Molinero Lesya Tsurenko          | Darija Jurak Vojislava Lukić             | 4–6, 7–5, [10–7]    |
| 2007                            | Daniëlle Harmsen (1) Renée Reinhard        | Kelly Anderson Kady Pooler               | 6–2, 6–4            |
| 2006                            | Andreja Klepač Danica Krstajić             | Leslie Butkiewicz Caroline Maes          | 6–2, 7–6(1)         |
| 2005                            | Mireille Bink Susanne Trik                 | Veronika Raimrová Aleksandra Srndovic    | 6–2, 3–6, 6–2       |
| 2004                            | Leslie Butkiewicz Eveline Vanhyfte         | Daniela Klemenschits Sandra Klemenschits | 7–5, 6–3            |
| 2003                            | Tessy van de Ven Suzanne van Hartingsveldt | Jolanda Mens Anouk Sterk                 | 6–2, 6–2            |
| 2002                            | Milica Koprivica Dina Milošević            | Inge de Geest Suzanne van Hartingsveldt  | 6–3, 6(1)–7, 6–1    |
| 2001                            | Maria Kondratieva Ilona Vichnevskaya       | Anouk Sterk Susanne Trik                 | 3–6, 6–2, 6–1       |
| ITF Women's Circuit (2001-2016) |                                            |                                          |                     |